# ESSIV
Encrypted Salt-Sector IV (ESSIV) ist ein Modul zur Generierung des Initialisierungsvektors von Blockchiffrierungsalgorithmen bei Festplattenverschlüsselung.
Bei herkömmlichen Methoden der IV-Generierung ist der Initialisierungsvektor oft vorhersagbar (zum Beispiel durch Nutzung eines Zeitstempels oder der Sektornummer) und lässt somit Angriffsmöglichkeiten (etwa einen Wasserzeichenangriff) offen.
ESSIV dagegen generiert den IV aus einer Kombination der verschlüsselten Sektornummer mit dem Hashwert des Schlüssels K. Nur die Integration des Schlüssels (zum Beispiel in Form seines Hashwertes) macht den IV unvorhersagbar.
{\displaystyle IV(\mathrm {Sektor} )=E_{s}(\mathrm {Sektor} ),\;\mathrm {wobei} \;s=\mathrm {Hash} (K)}
ESSIV ist ab Version 2.6.10 integraler Bestandteil des Linux-Kernels. Autor ist Clemens Fruhwirth, welcher auch für LUKS zuständig ist.